# تقسيم العمل
تقسيم العمل (بالإنجليزية: Division of labour)‏ يقصد به أن ينقسم إنتاج السلعة الواحدة إلى عدد من المراحل. وهو شكل معاصر من أشكال تنظيم الإنتاج الصناعي.
تقسيم العمل، يعبّر عن فصل المهام في أي نظام اقتصادي أو منظمة بحيث يمكن للمشاركين أن يتخصصوا (التخصص). يتمتع الأفراد وكذلك المنظمات والدول بقدرات متخصصة أو قد يكتسبوها لاحقًا، عن طريق المجموعات أو التجارة للاستفادة من قدرات الآخرين إضافة إلى قدراتهم الخاصة. قد تشمل القدرات المتخصصة المعدات أو الموارد الطبيعية وكذلك المهارات والتدريبات، وتعدّ المجموعات التي تعمل معًا مهمة غالبًا. قد يتخصص الفرد مثلًا من خلال اكتساب الأدوات والمهارات اللازمة لاستخدامها بشكل فعال تمامًا، كما قد تتخصص المنظمة من خلال الحصول على معدات متخصصة وتوظيف المشغلين المهرة أو تدريبهم. يعدّ تقسيم العمل الدافع للتجارة، ومصدر التكافل الاقتصادي.
يرتبط تقسيم العمل المتزايد بنمو إجمالي الإنتاج والتجارة، وتنامي الرأسمالية، وزيادة تعقيد العمليات الصناعية. لوحظ مفهوم تقسيم العمل وتطبيقه في الثقافة السومرية القديمة (بلاد ما بين النهرين)، إذ تزامن تخصيص الوظائف في بعض المدن مع زيادة الترابط التجاري والاقتصادي. يزيد تقسيم العمل بشكل عام أيضًا من إنتاجية المنتج والعامل الفردي.
أدى التوجه إلى الرعي والزراعة بعد الثورة الزراعية إلى إمدادات غذائية أكثر فعالية ووفرة، وزيادة في عدد السكان، كما أدى إلى التخصص في العمل، بما في ذلك فئات جديدة من الحرفيين والمحاربين وتطوير النخب. تعزز التخصص من خلال عملية التحول الصناعي، ومصانع عصر الثورة الصناعية. أيّد العديد من الاقتصاديين الكلاسيكيين وكذلك بعض المهندسين الميكانيكيين مثل تشارلز بابيج تقسيم العمل. أدى أداء العمال لمهام فردية أو محدودة إلى الاستغناء عن فترة التدريب الطويلة المطلوبة لتدريب الحرفيين، الذين استُبدلوا بعمال غير مهرة أقل أجورًا ولكن أكثر إنتاجية.

#### أفلاطون:
في كتاب *الجمهورية*، يحدد أفلاطون أصل الدولة في التفاوت الطبيعي بين البشر، الذي يظهر من خلال تقسيم العمل. يقول:
> "إن الدولة تنشأ، كما أتصور، من حاجات البشرية؛ لا أحد مكتفٍ ذاتياً، ولكن لدينا جميعاً احتياجات كثيرة. [...] نحن بحاجة إلى مزارع، وبنّاء، ونساج، وصانع أحذية. [...] الدولة لا تتكون فقط من هؤلاء القليلين، بل من كثيرين آخرين حيث نضيف الحرفيين من أنواع مختلفة."
> — *الجمهورية*، الكتاب الثاني (دار بنجوين، ص. 103)
يشير مؤرخو الفكر الاقتصادي، مثل سيلفرمينتز (2010)، إلى أن أفلاطون يعتبر من أوائل مناصري تقسيم العمل بسبب حججه في *الجمهورية*. ومع ذلك، ينتقد أفلاطون هذا الترتيب الاقتصادي أيضًا، مشيرًا إلى أنه يعيق الأفراد عن تحقيق الانسجام في أرواحهم من خلال تعزيز الدوافع الاكتسابية على حساب العقلانية والحكمة.

### زينوفون:
يذكر زينوفون في القرن الرابع قبل الميلاد تقسيم العمل في عمله *قيروبيديا*:
"كما تتطور الفنون المختلفة في المدن الكبيرة، يُعد الطعام في القصر بشكل أفضل. في المدن الصغيرة، يقوم نفس الشخص بصنع الأرائك، الأبواب، المحاريث، والطاولات، وغالباً ما يبني المنازل أيضاً. [...] من المستحيل على الرجل الذي يعمل في العديد من الحرف أن يصبح ماهرًا في جميعها. ولكن في المدن الكبيرة، نظرًا لكثرة الطلب، يمكن لحرفة واحدة أن تدعم شخصًا. [...] بالضرورة، فإن الشخص الذي يتخصص في مهمة معينة سيؤديها بأفضل شكل."

### القديس أوغسطين:
استخدم القديس أوغسطينوس من هيبو تشبيهاً يُظهر أن تقسيم العمل كان ممارساً ومفهوماً في العصور الرومانية المتأخرة. في كتاب *مدينة الله*، يشير إلى:
> "...مثل الحرفيين في شارع صائغي الفضة، تمر السفينة عبر العديد من الأيدي حتى تصبح كاملة، رغم أنه كان يمكن أن ينجزها عامل ماهر واحد. لكن السبب في أن المهارة المشتركة للعديد من العمال ضرورية هو أن كل جزء من الفن يجب أن يتعلمه عامل متخصص، [...] بدلاً من إجبار الجميع على إتقان جميع أجزاء الحرفة، وهو ما لا يمكن تحقيقه إلا ببطء وصعوبة."

## العلماء المسلمون في العصور الوسطى
ناقش العديد من العلماء الفارسيين تقسيم العمل في الفكر الإسلامي الوسيط. اعتبر علماء مثل نصير الدين الطوسي والغزالي أن تقسيم العمل أساسيًا ومفيدًا. تشير أوجه التشابه بين أمثلتهم (مثل صنع الإبر عند الغزالي وادعاء الطوسي بأن التبادل وتقسيم العمل هما نتيجة للعقل البشري) وبين تلك التي قدمها لاحقًا آدم سميث إلى أن سميث قد تأثر بالعلوم الفارسية في العصور الوسطى.

### ويليام بيتي:
كان السير ويليام بيتي أول كاتب حديث يلاحظ تقسيم العمل، مشيراً إلى فائدته في أحواض بناء السفن الهولندية. تقليديًا، كان العمال في أحواض بناء السفن يبنون السفن كوحدات، ينتهون من واحدة قبل البدء في أخرى. لكن الهولنديين نظموا عملهم في فرق، كل منها يؤدي نفس المهمة للسفن المتعاقبة. من المحتمل أن هذا النهج قد دفع الأفراد الذين يقومون بمهام معينة إلى اكتشاف أساليب جديدة تم التعرف عليها لاحقًا في الاقتصاد السياسي.

### برنارد ماندفيل:
ناقش برنارد ماندفيل هذه المسألة في الجزء الثاني من كتاب *خرافة النحل* (1714). يشرح:
> "ولكن إذا كان رجل واحد يخصص نفسه تمامًا لصنع الأقواس والسهام، وآخر لتوفير الطعام، وثالث لبناء الأكواخ، ورابع لصنع الملابس، وخامس لصنع الأدوات، فإنهم لا يصبحون مفيدين لبعضهم البعض فقط، بل إن الحرف والمهن نفسها ستتحسن أكثر في نفس العدد من السنوات مما لو تبع كل واحد من الخمسة جميعها بطريقة مربكة."

#### ديفيد هيوم:
في *مقالة في الطبيعة البشرية*، يقول ديفيد هيوم:
> "عندما يعمل كل فرد بشكل منفصل ولصالح نفسه، فإن قوته تكون صغيرة جدًا لتنفيذ أي عمل كبير؛ يتشتت عمله بسبب تعدد احتياجاته، ونجاحه غير مؤكد في جميعها، لذلك لا يصل أبدًا إلى درجة الكمال في أي فن معين. المجتمع يوفر علاجًا لهذه العوائق الثلاثة. من خلال تعاون القوى، تزيد قوتنا: من خلال تقسيم المهام، تزيد قدرتنا: ومن خلال الدعم المتبادل، نكون أقل عرضة للحظ والحوادث."

#### هنري لويس دو هميل دو مونسو:
في مقدمته لكتاب *فن صانع الدبابيس* (1761)، يكتب هنري لويس دو هميل دو مونسو عن "تقسيم هذا العمل":
> "كل شخص يتفاجأ بسعر الدبابيس المنخفض؛ لكنهم سيتفاجؤون أكثر عندما يتعلمون عدد العمليات المختلفة، ومعظمها دقيق جدًا، التي يجب المرور بها لصنع دبوس جيد."

### آدم سميث:
في الجملة الأولى من كتاب *ثروة الأمم* (1776)، يتوقع آدم سميث جوهر التصنيع من خلال تحديد تقسيم العمل كمصدر رئيسي للإنتاجية. على عكس أفلاطون، يجادل سميث بأن الفرق بين الحمال والفيلسوف يرجع إلى تقسيم العمل بقدر ما هو سبب. بالنسبة لسميث، كان هذا المستوى من التخصص هو المحرك الديناميكي للتقدم الاقتصادي.
يستخدم سميث مثال صنع الدبابيس لتوضيح كيف يؤدي التخصص إلى زيادة في الإنتاج:
> "شخص واحد يسحب السلك، وآخر يستقيمه، وثالث يقصه، ورابع يشحذه، وخامس يطحنه عند القمة لتثبيت الرأس. [...] صنع الرأس يتطلب عمليتين أو ثلاث عمليات مميزة؛ تثبيته عمل خاص، وتبييض الدبابيس عمل آخر. [...] بهذا الشكل، يتم تقسيم العمل في صناعة الدبوس إلى حوالي ثمانية عشر عملية مميزة."
---

## العولمة وتقسيم العمل العالمي
تبلغ المسألة نطاقها الأوسع في الخلافات حول العولمة، والتي تُفسر غالبًا على أنها كناية لتوسيع التجارة الدولية على أساس الميزة النسبية، ما يعني أن البلدان تتخصص في العمل الذي يمكنها القيام به بأقل تكلفة نسبية تقاس بتكلفة الفرصة البديلة لعدم استخدام الموارد لأعمال أخرى، مقارنةً بتكاليف الفرصة البديلة في البلدان. يزعم النقاد أنه لا يمكن تفسير التخصص الدولي بشكل كافٍ من ناحية «العمل الذي تقوم به الدول على أفضل وجه»، بل إن هذا التخصص يسترشد أكثر بالمعايير التجارية، التي تفضل بعض البلدان على غيرها.

نصحت منظمة التعاون الاقتصادي والتنمية في يونيو 2005 بما يلي:
تعدّ السياسات الفعالة لتشجيع التوظيف ومكافحة البطالة ضرورية إذا رغبت البلدان في جني الفوائد الكاملة للعولمة وتجنب رد الفعل العكسي ضد التجارة المفتوحة، كما يعد فقدان الوظائف في بعض القطاعات، إلى جانب خلق فرص العمل الجديدة في القطاعات الأخرى، نتيجة مرافقة ولا مفر منها لعملية العولمة. يتمثل التحدي في التأكد من أن عملية التعديل التي تنطوي عليها مطابقة العمال المتاحين مع فرص العمل الجديدة تسير بسلاسة قدر الإمكان.
أجريت دراسات قليلة بشأن التقسيم العالمي للعمل. يمكن استخلاص المعلومات من منظمة العمل الدولية والمكاتب الإحصائية الوطنية. قدر ديون فيلمر في دراسة، أن 2.474 مليار شخص قد شاركوا في القوى العاملة العالمية غير المحلية في منتصف تسعينيات القرن العشرين، وشمل هذا العدد:
- حوالي 15% أو 379 مليون شخص في قطاع الصناعة.
- الثلث أو 800 مليون شخص في قطاع الخدمات.
- أكثر من 40% أو 1074 مليون شخص في قطاع الزراعة.

شملت غالبية العاملين في الصناعة والخدمات أصحاب الرواتب والأجور (58% من القوى العاملة الصناعية و65% من القوى العاملة في مجال الخدمات)، إلا أن نسبة كبيرة منهم عملت لحسابها الخاص أو انخرطت في العمل الأسري. يقترح فيلمر أن إجمالي عدد الموظفين في جميع أنحاء العالم في تسعينيات القرن العشرين بلغ حوالي 880 مليونًا، مقارنةً بحوالي مليار شخص عملوا لحسابهم الخاص في الأراضي (معظمهم من الفلاحين)، ونحو 480 مليونًا عملوا لحسابهم الخاص في الصناعة والخدمات. أشار تقرير اتجاهات العمالة العالمية الصادر عن منظمة العمل الدولية لعام 2007 إلى أن الخدمات قد تجاوزت الزراعة لأول مرة في تاريخ البشرية:
تفوقت حصة قطاع الخدمات من العمالة العالمية على الزراعة للمرة الأولى في عام 2006، إذ ارتفعت من 39.5% إلى 40%. انخفضت الزراعة من 39.7% إلى 38.7%. استحوذ قطاع الصناعة على 21.3% من إجمالي العمالة.

## تقسيم العمل على أساس النوع الاجتماعي
يمكن تلخيص أوضح عرض لمبادئ التقسيم الجنسي للعمل عبر النطاق الكامل للمجتمعات البشرية من خلال عدد كبير من القيود الضمنية التكميلية المنطقية للشكل التالي: إذا كانت النساء في سن الإنجاب في مجتمع معين يملن إلى القيام بعمل ما (إكس) (تحضير التربة للزراعة مثلًا) فسيعملن أيضًا بالعمل (واي) (الزراعة مثلًا)، بينما سيكون الانعكاس المنطقي بالنسبة للرجال في هذا المثال، أنهم إذا قاموا بالزراعة فسيقومون بإعداد التربة.
تظهر «نظرية الاستحواذ والنهج: تحليل عبر الثقافات للتقسيم الجنسي للعمل» (1977) لوايت وبرودنر ووبورتون، باستخدام التحليل الإحصائي، أن المهام التي تختارها النساء بشكل متكرر في هذه العلاقات المرتبة، تنحصر في تلك الأكثر ملاءمة فيما يتعلق بتربية الأطفال. يتكرر هذا النوع من الاكتشافات في مجموعة متنوعة من الدراسات، بما في ذلك الاقتصادات الصناعية الحديثة.
لا تقيد هذه الاستنتاجات مقدار العمل الذي يمكن أن يقوم به الرجال لأي مهمة معينة (في الطهي مثلًا) أو الذي يمكن أن يقمن به النساء (في إزالة الغابات مثلًا)، ولكنها ليست سوى اتجاهات بأدوار متسقة أو أقل مجهودًا. تميل المرأة بقدر ما تعمل به في إزالة الغابات من أجل الزراعة مثلًا، إلى القيام بتسلسل المهام الزراعي الكامل، في تلك المناطق مقطوعة الأشجار. يمكن التخلص من هذه الأنواع من القيود من خلال توفير رعاية الأطفال، إلا أن الأمثلة الإثنوغرافية نادرة.

## سيكولوجيا التنظيم الصناعي
ثبت أن الرضا الوظيفي يتحسن عندما يُكلّف الموظف بمهمة وظيفة متخصصة. أفاد الطلاب الذين حصلوا على درجة الدكتوراه في مجال مختار لاحقًا عن ازدياد رضاهم مقارنة بوظائفهم السابقة. يمكن أن يعزى ذلك إلى ارتفاع مستويات تخصصهم. كلما زاد التدريب المطلوب للوظيفة المتخصصة، ارتفع مستوى الرضا الوظيفي أيضًا، رغم احتمال أن تكون العديد من الوظائف عالية التخصص، رتيبة ومؤدية إلى معدلات عالية من الإرهاق بشكل دوري.

## تعريف
تقسيم العمل: طريقة لتنظيم الإنتاج تقضي بأن يتخصص كل عامل بجزء من العملية الانتاجية. التخصص في العمل يعطي مخرجات أعلى لأن العامل يصبح أكثر مهارة في إنجاز مهمة محددة، ولأن في الإمكان الاستعانة بماكينات متخصصة لإنجاز مهمات فرعية بشكل أدق.
في تقسيم العمل ينقسم إنتاج السلعة إلى عدد من المراحل الجزئية لكل مرحلة عامل، أي أن تقسيم العمل يتم بقصد إنتاج سلعة واحدة أو خدمة واحدة، وعموما ارتبط تقسيم العمل بإدخال الآلة في عمليات الإنتاج. حيث تبين أن تقسيم العملية الإنتاجية إلى عمليات جزئية سهل استخدام الآلة لتقوم بها.

## من الناحية التاريخية

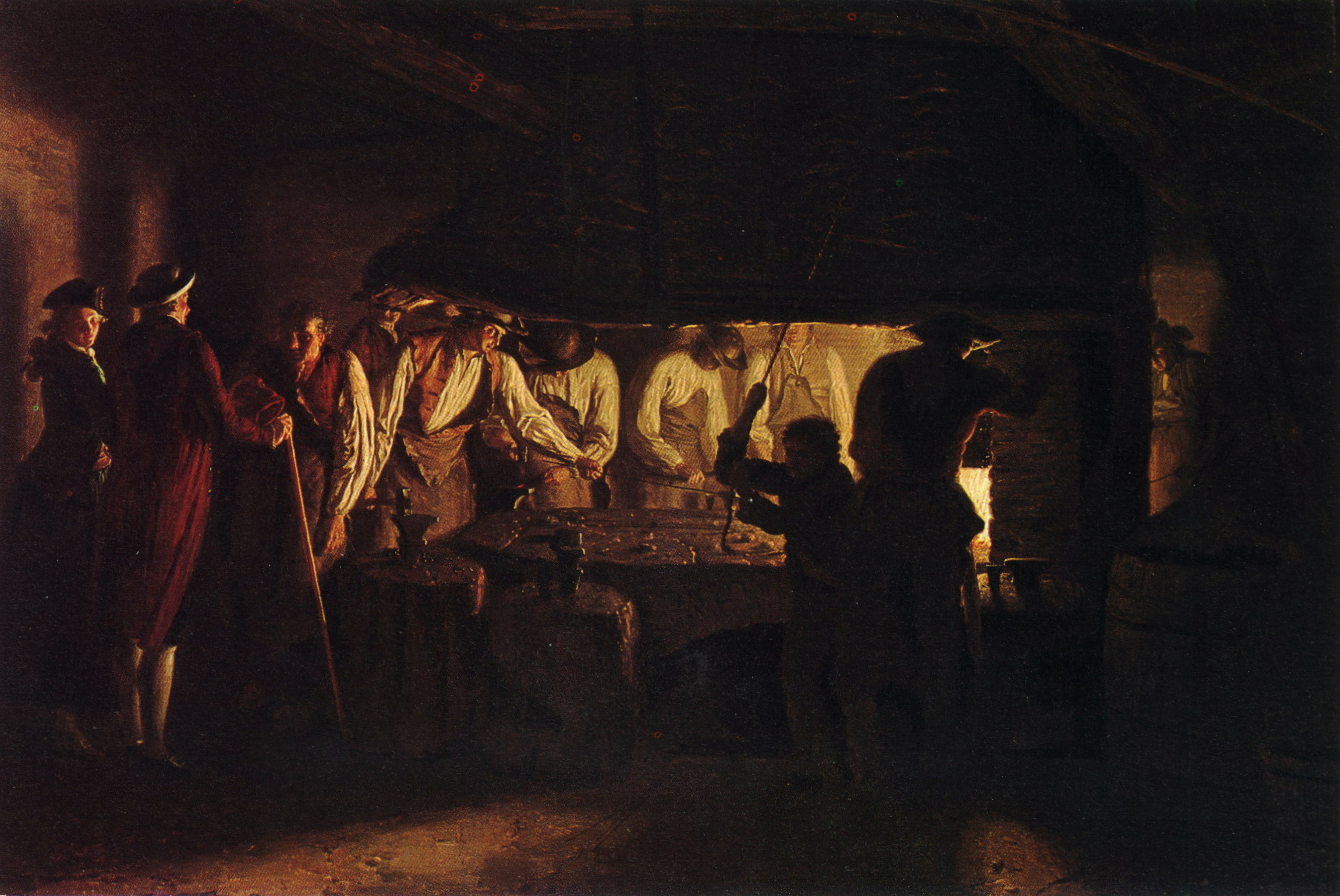
زيارة مصنع المسامير للرسام يونارد ديفرانس في القرن الثامن عشر

تاريخياً، يرتبط تقسيم العمل مع زيادة النمو في الناتج الاقتصادي، وصعود الرأسمالية ونظم الإنتاج المعقدة.
تأسس تقسيم العمل مع ظهور وتعزيز المؤسسات وحركة البضائع. وسهل التقسيم الاجتماعي للعمل إلى حد كبير في الاستخدام الأمثل لرأس المال في العملية الإنتاجية.
وهو يرتبط ارتباطا وثيقا بالمكننة، التي تعتبر العنصر الرئيسي في الثورة الصناعية.
يتم تقسيم العمل على أساس تعبئة وتنمية الخبرات للهيكل التنظيمي من المهن المختلفة وتنمية القدرات المختلفة للبشر في البيئات المختلفة التي يعيشون فيها وبالتالي تلبية حاجاتهم على نحو أفضل.
وقد تم التأكيد على أهمية تقسيم العمل في الفكر الاقتصادي الكلاسيكي من قبل آدم سميث (1776) في كتابه ثروة الأمم. فأكد سميث أن تقسيم العمل يؤدي إلى زيادة مهارة العامل وإلى توفير الوقت اللازم للإنتاج، كما أن التخصص الذي يترتب على تقسيم العمل يؤدي إلى الوصول إلى أفضل الطرق لأداء العمل وإلى اختراع الأدوات التي تساعد العامل على زيادة الإنتاج أيضا. وأكد أيضا أن أن تقسيم العمل وما ينطوي عليه من تخصص يؤدي إلى إدخال تحسينات مستمرة على عملية الإنتاج وتؤدي التحسينات بدورها إلى الزيادة المستمرة للإنتاج.
وقد ضرب لذلك مثاله المشهور في إنتاج الدبابيس والذي يثبت فيه زيادة الانتاجية عند تقسيم العمل.
فأورد أن عامل واحد فقط يمكن أن ينتج عشرين من الدبابيس في اليوم الواحد. ومع ذلك، إذا كان هناك عشرة اشخاص مع تقسيم العمل إلى ثمانية عشر خطوة لإنتاج دبوس، فإنهم مجتمعين يمكنهم إنتاج 48،000 من الدبابيس في اليوم الواحد. لكن وجهات نظر سميث حول تقسيم العمل ليست ايجابية بشكل لا لبس فيه، وعادة ما تتسم بالاخطاء. ويقول سميث عن تقسيم العمل:
واضاف "في التقدم المحرز في تقسيم العمل، وتوظيف جزء أكبر بكثير من أولئك الذين يعيشون من العمل، وهذا يعني، من اجمالى الشعب، ويأتي على أن يقتصر هذا على عمليات بسيطة جدا قليلة، أو بشكل متكرر واحد فقط أو اثنين....الرجل الذي قضى حياته كلها في أداء العمليات البسيطة، والتي هي أيضا ربما متكرره دائما، أو للغاية نفسها تقريبا، لا يوجد لديه الفرصة لممارسة فهمه، أو ممارسة اختراعه في معرفة الذرائع لإزالة الصعوبات التي تحدث أبدا. وبطبيعة الحال يفقد، بالتالي، من ممارسة هذه العادة، وعموما تصبح على النحو غبي وجاهل كما هو ممكن من أجل أن يصبح الإنسان مخلوق....براعة في تجارته الخاصة تؤدى بهذه الطريقة إلى أن يكتسب الفضائل الفكرية والاجتماعية، والدفاع عن النفس.... هذه هي الحالة التي ترزح الفقراء، وهم الجزء الأكبر من الشعب، إلى الفشل بالضرورة، ما لم تتخذ الحكومة بعض الإجرائات لمنع ذلك.

## مزايا تقسيم العمل[11]
1. زيادة المهارة في أداء الأعمال، وذلك لتبسيط الأعمال المطلوبـة.
2. تنظيم العمل بشكل أكفاء من حيث التوقيت والتتابـع والإشراف.
3. توفير الوقت وتقليل الفاقد أثناء انتقال العامل من عملية إلى أخرى.
4. تسهيل استخدام الآلة نتيجة لتقسيم العملية الإنتاجية إلى عدة عمليات جزئية.
5. كل ما سبق يؤدي إلى زيادة الكفاءة الإنتاجية وزيادة الإنتاج.

لكن المبالغة في تقسيم العمل لها عيوب مثل:
1. الملل من تكرار نفس العمل الواحد.
2. يفقد العامل إحساسه بنتيجة عملة لأنه يقوم بعملية جزئية فقط على عكس الحرفي الذي يقوم بإنتاج السلعة كلها.

## مقالات ذات صلة
- هيكلية تقسيم العمل
- عناصر الإنتاج
- مصنع
- تصنيع
- صناعة
- ثورة صناعية
- إنتاجية
- حركة ستيكانوفايت
- نمط الإدارة الأنثوي